# Luis Moreno y Gil de Borja
Luis Moreno y Gil de Borja (Madrid, 29 de setembre de 1855 - Madrid, 15 d'octubre de 1917) fou un aristòcrata i polític espanyol, primer marquès de Borja i diputat a les Corts Espanyoles durant la restauració borbònica.
Treballà com a Intendent de la Reial Casa y Patrimoni i a la mort d'Alfons XII, de qui en fou amic personal, fou encarregat per la regent Maria Cristina d'Habsburg de la reestructuració del Museu de l'Armeria del Palau Reial de Madrid. Fou elegit diputat del Partit Liberal Conservador pel districte de Figueres a les eleccions generals espanyoles de 1884. El seu fill Luis Moreno-Abella Gil de Borja fou un dels pioners de l'aviació a espanya.